# Lusitano Ginásio Clube Moncarapachense
O Lusitano Ginásio Clube Moncarapachense é um clube português, localizado na freguesia e vila de Moncarapacho e Fuseta, concelho de Olhão, Distrito de Faro.
Na temporada de 2024/25 o clube participa no Campeonato de Portugal.

## Histórico

### Classificações por época
| Época   | Nível | Divisão                | Classificação | Taça de Portugal | Taça da Liga |
| ------- | ----- | ---------------------- | ------------- | ---------------- | ------------ |
| Ano     |       | Divisão                | Lugar         | Lugar            | Lugar        |
| 2019-20 | 3     | Campeonato de Portugal | -             | 2E               | -            |
| 2018-19 | 4     | 1ª Divisão AF Algarve  | 1º            | -                | -            |
| 2017-18 | 3     | Campeonato de Portugal | 16º           | 2E               | -            |